# Vall d'Ordesa
La Vall d'Ordesa és una vall glacial dels Pirineus. Està situada al Pirineu central d'Osca, comarca del Sobrarb (Aragó) i està catalogada com a Patrimoni de la Humanitat per la UNESCO. Aquesta vall va originar la creació del Parc nacional d'Ordesa el 16 d'agost de 1918. Anys més tard, en 1982, seria ampliat per a crear el Parc nacional d'Ordesa i Mont Perdut incloent el massís de Mont Perdut, el Canyó d'Añisclo, les Goles d'Escuaín i la capçalera de la vall de Pineta.